# Aliağa
Aliağa – miasto portowe w Turcji w prowincji İzmir.
Według danych na rok 2000 miasto zamieszkiwało 37 537 osób.